# Causana

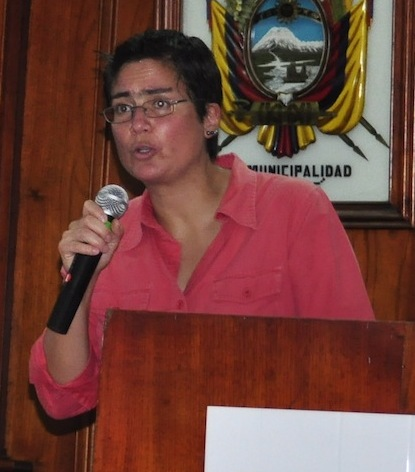
Carina Vance, activista y política que dirigió fundación Causana.

La Fundación de Desarrollo Humano Integral Causana es una organización lésbica feminista de Ecuador creada en 2002 que centra su trabajo en el avance de los derechos de las poblaciones LGBT ecuatorianas, con énfasis en las problemáticas de las mujeres lesbianas. Fue una de las primeras agrupaciones lésbicas del país y su nombre proviene de un vocablo quechua que significa «vida».
Entre sus fundadores y directivos han estado figuras del activismo LGBT ecuatoriano como Ana Lucía Barragán, Patricio Brabomalo, Carina Vance y Leticia Rojas. Su sede se encuentra en Quito.

## Historia
Entre las actividades que la agrupación organizaba en sus primeros años, estaba la organización de actividades lúdicas para sus integrantes, como la realización de partidos de fútbol de mujeres lesbianas. También tomaron a cargo la organización de encuentros nacionales de mujeres lesbianas. Con el tiempo, la fundación pasó a centrarse más en actos de incidencia política y reconocimiento de derechos para las poblaciones LGBT.
Uno de los mayores campos de acción de la fundación ha sido en la denuncia de las llamadas «clínicas de deshomosexualización», lugares donde personas LGBT eran torturadas con la intención de intentar cambiar sus orientaciones sexuales. Como parte de esta iniciativa, Causana denunció casos de mujeres lesbianas recluidas y a organizaciones que ofrecían estos servicios, como Exodus International.
En 2012, la activista y exdirectora de Causana, Carina Vance, fue nombrada ministra de salud de Ecuador y prometió continuar con los esfuerzos para el cierre de estas clínicas. Poco después de su nombramiento, el ministerio realizó redadas en tres clínicas cerca de Quito y rescató a docenas de mujeres.
El 8 de marzo de 2016 se estrenó la radionovela Mariana sí es lesbiana en Radio Pública, producida por Causana y que constituyó el primer programa radial de temática lésbica en la historia de Ecuador. El guion de la radionovela fue escrito por la poeta y narradora María Auxiliadora Balladares y se basó en 24 historias que la Fundación Causana recopiló sobre experiencias de mujeres lesbianas en los tiempos de la despenalización de la homosexualidad en el país.
También han organizado en Quito exposiciones artísticas de denuncia contra la homofobia. Como fundación, dieron además soporte a las madres denunciantes en el Caso Satya, una pareja de mujeres lesbianas que buscaban que el Estado las reconociera como madres legales de su hija.